# العلاقات البوسنية الإيطالية
العلاقات البوسنية الإيطالية هي العلاقات الثنائية التي تجمع بين البوسنة والهرسك وإيطاليا.

## مقارنة بين البلدين
هذه مقارنة عامة ومرجعية للدولتين:
| وجه المقارنة                                              | البوسنة والهرسك                                             | إيطاليا                                                  |
| --------------------------------------------------------- | ----------------------------------------------------------- | -------------------------------------------------------- |
| المساحة (كم2)                                             | 51.20 ألف                                                   | 301.34 ألف                                               |
| عدد السكان (نسمة)                                         | 3.51 مليون                                                  | 60.60 مليون                                              |
| الكثافة السكانية (ن./كم²)                                 | 68.55                                                       | 201.1                                                    |
| العاصمة                                                   | سراييفو                                                     | روما، فلورنسا، تورينو                                    |
| اللغة الرسمية                                             | اللغة البوسنوية، اللغة الكرواتية، اللغة الصربية             | اللغة الإيطالية                                          |
| العملة                                                    | مارك بوسني                                                  | يورو، ليرة إيطالية                                       |
| الناتج المحلي الإجمالي (بليون دولار)                      | 18.17 مليار                                                 | 1.93 تريليون                                             |
| الناتج المحلي الإجمالي (تعادل القوة الشرائية) بليون دولار | 41.35 مليار                                                 | 2.26 تريليون                                             |
| الناتج المحلي الإجمالي الاسمي للفرد دولار أمريكي          | 4.25 ألف                                                    | 29.96 ألف                                                |
| الناتج المحلي الإجمالي للفرد دولار أمريكي                 | 10.43 ألف                                                   | 35.46 ألف                                                |
| مؤشر التنمية البشرية                                      | 0.733                                                       | 0.873                                                    |
| رمز المكالمات الدولي                                      | +387                                                        | +39                                                      |
| رمز الإنترنت                                              | .ba                                                         | .it                                                      |
| المنطقة الزمنية                                           | توقيت وسط أوروبا، ت ع م+01:00، ت ع م+02:00، أوروبا/سراييفو ‏ | توقيت وسط أوروبا، ت ع م+01:00، ت ع م+02:00، أوروبا/روما ‏ |

## مدن متوأمة
في ما يلي قائمة باتفاقيات التوأمة بين مدن بوسنية وإيطالية:
- ترتبط سربرنيتسا مع سان جيوفاني فالدارنو باتفاقية توأمة.
- ترتبط موستار مع فلورنسا باتفاقية توأمة منذ 1996.[15][15][15][15]
- ترتبط نوفي غراد مع غالاتينا باتفاقية توأمة.
- ترتبط غورازده مع سستو سان جوفاني باتفاقية توأمة منذ 1 مارس 2002.
- ترتبط غراتسانيتسا مع فورميا باتفاقية توأمة.
- ترتبط جراداتشاتس مع Castenedolo [الإنجليزية]‏ باتفاقية توأمة.
- ترتبط ميديوغوريه مع Poggio San Marcello [الإنجليزية]‏ باتفاقية توأمة.
- ترتبط درفنتا مع بينيرولو باتفاقية توأمة.
- ترتبط دوبوي مع كافاليا باتفاقية توأمة.
- ترتبط سراييفو مع البندقية باتفاقية توأمة منذ 1964.
- ترتبط بيخاتش مع بوندينو باتفاقية توأمة منذ 2018.[16]
- ترتبط توزلا مع بولونيا باتفاقية توأمة.
- ترتبط بانيا لوكا مع بيتونتو باتفاقية توأمة منذ 2005.[17][17][17][17]

## منظمات دولية مشتركة
يشترك البلدان في عضوية مجموعة من المنظمات الدولية، منها:
| علم المنظمة | اسم المنظمة                               | تاريخ انضمام البوسنة والهرسك | تاريخ انضمام إيطاليا |
| ----------- | ----------------------------------------- | ---------------------------- | -------------------- |
|             | يونسكو                                    | 2 يونيو 1993                 | ?                    |
|             | اتفاقية السماوات المفتوحة                 | ?                            | ?                    |
|             | مؤسسة التمويل الدولية                     | 25 فبراير 1993               | 27 ديسمبر 1956       |
|             | المركز الدولي لتسوية المنازعات الاستشارية | 13 يونيو 1997                | 28 أبريل 1971        |
|             | مجلس أوروبا                               | 24 أبريل 2002                | 5 مايو 1949          |
|             | منظمة حظر الأسلحة الكيميائية              | ?                            | ?                    |
|             | مؤسسة التنمية الدولية                     | 25 فبراير 1993               | 24 سبتمبر 1960       |
|             | منظمة الأمن والتعاون في أوروبا            | 30 أبريل 1992                | 25 يونيو 1973        |
|             | المنظمة الأوروبية لسلامة الملاحة الجوية   | 2004                         | 1996                 |
|             | وكالة ضمان الاستثمار متعدد الأطراف        | 19 مارس 1993                 | 29 أبريل 1988        |
|             | الاتحاد البريدي العالمي                   | ?                            | ?                    |
|             | منظمة الشرطة الجنائية الدولية             | ?                            | ?                    |
|             | الأمم المتحدة                             | 22 مايو 1992                 | 14 ديسمبر 1955       |
|             | الاتحاد الدولي للاتصالات                  | 20 أكتوبر 1992               | 1866                 |
|             | البنك الدولي للإنشاء والتعمير             | 25 فبراير 1993               | 27 مارس 1947         |

## وصلات خارجية
- موقع وزارة الخارجية البوسنية
- موقع وزارة الخارجية الإيطالية